# Kareem Streete-Thompson
Kareem Streete-Thompson (* 30. März 1973 in Ithaca, New York) ist ein ehemaliger Weitspringer und Sprinter von den Cayman Islands. Von 1993 bis 1999 trat er für die Vereinigten Staaten an.
Bei den Weltmeisterschaften 1991 in Tokio schied er im Weitsprung in der Qualifikation aus. 1992 kam er bei den Olympischen Spielen in Barcelona über 100 Meter und im Weitsprung nicht über die erste Runde hinaus.
1993 siegte er bei der Universiade im Weitsprung, und 1995 kam er bei den Weltmeisterschaften in Göteborg in derselben Disziplin auf den 14. Platz.
1999 gewann er bei den Panamerikanischen Spielen in Winnipeg Silber im Weitsprung. Bei den Weltmeisterschaften in Sevilla wurde er Achter über 100 Meter und scheiterte im Weitsprung in der Qualifikation. Auch beim Weitsprung der Olympischen Spiele 2000 in Sydney schied er in der Vorrunde aus.
2001 gewann er im Weitsprung Silber bei den Hallenweltmeisterschaften in Lissabon sowie Gold bei den Zentralamerika- und Karibik-Meisterschaften und wurde Fünfter bei den Weltmeisterschaften in Edmonton
Bei den Commonwealth Games 2002 in Manchester holte er im Weitsprung Bronze. 2003 verteidigte er im Weitsprung seinen Titel bei den Zentralamerika- und Karibik-Meisterschaften, wurde Vierter bei den Panamerikanischen Spielen in Santo Domingo und scheiterte bei den Weltmeisterschaften in Paris/Saint-Denis in der Qualifikation.
Bei den Olympischen Spielen 2004 in Athen erreichte er über 100 Meter das Viertelfinale und schied im Weitsprung in der Vorrunde aus.

## Persönliche Bestleistungen
- 50 m (Halle): 5,78 s, 13. Februar 1999, Los Angeles
- 60 m (Halle): 6,53 s, 7. März 1998, Maebashi
- 100 Meter: 9,96 s, 12. Juni 1997, Indianapolis
- 200 Meter: 21,34 s, 1993
- Weitsprung: 8,63 m, 4. Juli 1994, Linz
  - Halle: 8,22 m, 12. Februar 1996, Maebashi